# Tacatà
Tacatà (auch Tacata oder Tacatá) ist ein Song des italienischen Dance-Pop-Projekts Tacabro. Er wurde am 1. Juni 2012 weltweit als Single und als Download veröffentlicht. Bereits kurz nach der Veröffentlichung stürmte Tacatà sämtliche Download- und Single-Charts unter anderem Platz 1 in österreichischen, dänischen und der Schweizer Single-Charts. Tacatà gilt als einer der Sommerhits 2012.
Bereits im Januar erschien der Song als Single allerdings nur in Italien unter dem Namen Romano & Sapienza feat. Rodríguez.

## Hintergrund
Dagmar von der Seite "Promiflash" erklärte den Hintergrund des Songs so:

„[…]„Kennst du die Sache namens Tacata’“, scheinen die Jungs demnach nicht grundlos in der ersten Zeile ihres Chartstümers zu fragen. Was bedeutet es denn nun wirklich? Im Rahmen des Liedes ist der Begriff nicht wörtlich zu nehmen. Vielmehr umschreibt es den sexy Tanz der Frauen, die passend zum Song shaken, was sie haben. Die Zeilen „Mir gefällt es, wenn die Ladys tacatá machen. Die Leute tanzen tacatá. Beweg deinen Hintern tactatá“, umschreiben also mit dem Begriff immer den schnellen, rhythmischen Bewegungsablauf, passend zur tonalen Aussprache des Wortes. In diesem Sinne: ab auf Tanzfläche!“

## Musikvideo
Es gibt zwei Musik-Videos für Tacatà - das erste erschien im Januar 2012 zur ersten Veröffentlichung der Single und die zweite im Juni 2012. Der Regisseure beider Videos war von Alex Bufalo. Sie wurden beide von Francesco Fracchionio produziert. Die Musikvideos zeigen Martínez Rodríguez, der das ganze Video über singt und tanzt. Das alles geschieht vor einem Banner mit der Aufschrift Tacabro oder anderen visuellen Effekte. Im Video werden auch andere Szenen gezeigt. Beispielsweise Mario Romano und Salvatore Sapienza vor einem Mischpult oder Rodríguez mit mehreren jungen Frauen, die passende Moves zur Musik machen.

## Mitwirkende
Tacatà wurde von Martinez Rodriguez, Mario Romano, Salvatore Sapienza geschrieben und komponiert. Das Lied wurde von Gabry Ponte, Rodriguez und Sapienza produziert und über die Plattenlabel Dance and Love, 541 / N.E.W.S., Sony und Catchy Tunes herausgebracht. Martinez Rodriguez ist der Sänger des Songs.

## Versionen & Remixe
| #  | Version / Remix         | Länge |
| -- | ----------------------- | ----- |
| 1. | Radio Edit              | 3:30  |
| 2. | Extended Mix            | 4:44  |
| 3. | Stylus Josh, Eros Remix | 5:34  |
| 4. | Marco Branky Remix      | 5:02  |
| 5. | Karmin Shiff Remix      | 6:09  |
| 4. | DJ Willy Remix          | 5:31  |
| 5. | Dany Lorence Remix      | 4:50  |
| 4. | El Berna Jam            | 3:31  |

## Chartplatzierungen
Tacatà konnte die Charts etlicher Länder der Welt erobern. Darunter sind auch zahlreiche Top-10-Platzierungen wie z. B. in Deutschland, Finnland, Belgien, Ungarn und in den Niederlanden. Die Chartspitze erreichte der Song in Österreich, Dänemark, Frankreich, Israel, Spanien und in der Schweiz, wo auch die erste Version die Top 100 erreichen konnte. In Italien sowie auch in Polen erreichte nur die erste Version die Charts.

### Als Tacabro
| ChartsChartplatzierungen | Höchstplatzierung | Wochen |
| ------------------------ | ----------------- | ------ |
| Deutschland (GfK)        | 4 (28 Wo.)        | 28     |
| Österreich (Ö3)          | 1 (19 Wo.)        | 19     |
| Schweiz (IFPI)           | 1 (26 Wo.)        | 26     |

### Als Romano & Sapienza feat. Rodriguez
| ChartsChartplatzierungen | Höchstplatzierung | Wochen |
| ------------------------ | ----------------- | ------ |
| Schweiz (IFPI)           | 67 (3 Wo.)        | 3      |
| Italien (FIMI)           | 4 (8 Wo.)         | 8      |